# Marie-Cécile Gros-Gaudenier
Marie-Cécile Gros-Gaudenier (* 18. Juni 1960 in Scionzier) ist eine ehemalige Skirennläuferin. Die französisch-schweizerische Doppelbürgerin startete für ihr Geburtsland Frankreich.

## Biografie
Als Außenseiterin startete sie 1981/82 in die Abfahrts-Weltcupsaison, am Ende durfte sie die Kristallkugel für den Abfahrtsweltcup entgegennehmen. Doris De Agostini (SUI), Weltmeisterin Gerry Sorensen (CAN) und Holly Flanders (USA), sie alle gewannen zwei Rennen, den Sieg im Abfahrtsweltcup holte sich aber Gros-Gaudenier, die zu Beginn der Saison in Saalbach-Hinterglemm, am 18. Dezember 1981, gewonnen hatte.
Bei den Weltmeisterschaften 1982 in Schladming/Haus im Ennstal (AUT) erreichte sie den 11. Platz, bei den Weltmeisterschaften 1985 in Bormio/Santa Caterina Valfurva (ITA) belegte sie den 14. Platz.
Ihre Karriere war von vielen Verletzungen geprägt. Der Sieg im Abfahrtsweltcup 1982 war der Höhepunkt ihrer Karriere. 1982 und 1984 wurde sie französische Meisterin in der Abfahrt.

## Erfolge

### Weltmeisterschaften
- Schladming 1982: 11. Abfahrt
- Bormio 1985: 14. Abfahrt

### Weltcupwertungen
Marie-Cécile Gros-Gaudenier gewann einmal die Disziplinenwertung in der Abfahrt.
| Saison  | Gesamt | Gesamt | Abfahrt | Abfahrt |
| Saison  | Platz  | Punkte | Platz   | Punkte  |
| ------- | ------ | ------ | ------- | ------- |
| 1978/79 | 43.    | 32     | 20.     | 27      |
| 1979/80 | 64.    | 4      | 22.     | 4       |
| 1980/81 | 37.    | 32     | 15.     | 32      |
| 1981/82 | 15.    | 87     | 1.      | 87      |
| 1983/84 | 67.    | 9      | 28.     | 9       |
| 1984/85 | 66.    | 8      | 27.     | 8       |

### Weltcupsiege
Gros-Gaudenier errang insgesamt 3 Podestplätze, davon 1 Sieg:
| Datum             | Ort                  | Land       | Disziplin |
| ----------------- | -------------------- | ---------- | --------- |
| 18. Dezember 1981 | Saalbach-Hinterglemm | Österreich | Abfahrt   |

### Weitere Erfolge
- Französische Meisterin in der Abfahrt 1982 und 1984